# تودان (خوي)
تودان هي قرية في مقاطعة خوي، إيران. يقدر عدد سكانها بـ 190 نسمة بحسب إحصاء 2016.